# Meniskus (Hydrostatik)

Konkaver (A) und konvexer (B) Meniskus

Ein Meniskus (abgeleitet aus dem Griechischen Μηνίσκος, "Menískos" „Halbmond“) ist eine Wölbung in der Oberfläche einer Flüssigkeit. Es können konkave und konvexe Menisken unterschieden werden (siehe Abbildung); beide gehen auf die Wechselwirkung zwischen Flüssigkeit und Oberfläche der angrenzenden Wandung zurück:
- Konkave Menisken (Abb. A) entstehen z. B. zwischen Wasser und Glas. Konkave Menisken in feinen Strukturen führen zu Kapillarität. Beim Ablesen einer Skala zur Messung der Flüssigkeitshöhe werden diese Menisken an der Unterseite abgelesen.
- Konvexe Menisken (Abb. B) treten z. B. bei Quecksilberbarometern auf; sie werden an der Oberseite abgelesen.

## Einflussgrößen

Die Wasseroberfläche trifft die Wand unter dem Benetzungswinkel. Dort ist die Krümmung maximal und nimmt mit der Annäherung an den Wasserspiegel ab.

Der Kontaktwinkel der Meniskusoberfläche an der Wand wird bestimmt durch die drei Grenzflächenspannungen und unterliegt zudem oft einer Hysterese. Die Krümmung im weiteren Verlauf ist proportional zum lokalen Druckunterschied, siehe Young-Laplace-Gleichung. In Schwerelosigkeit ist die Krümmung zwischen homogenen Phasen konstant, der Meniskus also kugelförmig. In einem Schwerefeld wird die Oberfläche fern der Wand horizontal, wobei die Breite des Übergangs vom Wichteunterschied zwischen den Fluiden abhängt.